# Deutsche Theaterlandschaft
Deutsche Theaterlandschaft (oder deutsches Theatersystem) ist ein Sammelbegriff für alle öffentlichen, privaten und unabhängigen Theater, Produktionshäuser und Theaterfestivals in Deutschland. Derzeit sind dies ca. 140 öffentliche Theater, ca. 10 unabhängige Produktionshäuser, ca. 50 Theaterfestivals und etwa 1000 freie Theaterschaffende bzw. Freie Gruppen.

## Theatertypen
Die öffentlichen Theater sind die derzeit größte Gruppe unter den Theatern mit ca. 40.000 angestellten Beschäftigten und einem Jahresfördervolumen von 2,1 Mrd. Euro und 19 Mio. Zuschauern. Hier unterscheiden wir zwischen Landestheatern, Stadttheatern und Staatstheatern – die unter dem Begriff der Stadttheater subsumiert werden – und die durch ein eigenes Ensemble und Repertoire ausgezeichnet werden.
Die freie oder besser unabhängige Theaterszene ist der vielfältigste Teil der deutschen Theaterlandschaft, mit mehr als 1000 freien Theaterkünstlern, die sich in Gruppen, Ensembles, festen Kollektiven oder nur projektweise engagieren. Einige der unabhängigen Bespieltheater der freien Szene werden auch als Produktionshäuser bezeichnet, wie zum Beispiel das Hebbel am Ufer 1–3 (Berlin), Künstlerhaus Mousonturm (Frankfurt), Sophiensæle (Berlin) und Kampnagel (Hamburg).
Die jeweiligen Theaterlandschaften der Bundesländer werden föderal verwaltet und strukturiert, da die Bildungs- und Kulturhoheit bei den Bundesländern liegt. Das bedeutet, dass die Kulturverwaltungen der Kommunen und der Bundesländer für die Finanzierung, die Organisation und die Aufsicht der Theater zuständig sind. Die Theater eines Bundeslandes werden dabei als eigene Theatersysteme behandelt, die sich in ständiger Wandlung befinden, wie sich am Beispiel des Theatersystems in Mecklenburg-Vorpommern sieht, das sich in den letzten sechs Jahren vollständig verändert hat, einschließlich der sehr kritisch zu betrachtenden Fusion mehrerer Häuser (Schwerin und Parchim zum Westmecklenburgischen Staatstheater, Greifswald, Stralsund, Anklam und Putbus zum Theater Vorpommern), der Schließung von Sparten und der Entlassung von Personal.
In einem Stadttheater arbeiten im Durchschnitt zwischen 200 und 500 Mitarbeitern, um durchschnittlich 400 Vorstellungen pro Theater im Jahr zu proben und auf die Bühne zu bringen. Die Entwicklung eines Theaterstückes vollzieht sich dabei analog zum Produktionszyklus. Alle damit verbundenen Ziele, Aufgaben und Instrumente werden unter dem Begriff des Theatermanagements subsumiert.
Die wichtigsten Bereiche eines Theaters sind die künstlerischen Abteilungen mit den Ensembles (Schauspiel, Oper, Tanz), die Technik und die Administration. Der jährliche Haushalt eines Theaters liegt zwischen 10 Mio. Euro bei kleinen Stadt- und Landestheatern, und 100 Mio. Euro wie etwa bei den Staatstheatern Stuttgart und Dresden; von diesem Etat werden im Durchschnitt 82 % durch Zuwendungen und 18 % aus Eigeneinnahmen finanziert, die sich zumeist aus Kartenverkäufen und Sponsoring zusammensetzen. Öffentliche Zuschüsse sind gemessen an der Vielfalt der Leistungen der Theater dennoch gering und der Kulturbetrieb ist selten überfinanziert, sodass ein sorgfältiges Management der zur Verfügung gestellten Mittel erforderlich ist.

## Tendenziell sinkende Zuschauerzahlen und Überproduktion
Die Theater werden gegenwärtig (Stand 2015) von tendenziell sinkenden Zuschauerzahlen und einer abnehmenden Legitimation in der Politik und Bevölkerung konfrontiert – so stagnieren die Zuschauerzahlen seit Jahren bei 19 Mio., wovon immer mehr Karten für sogenannte Begleitprogramme verkauft werden. Gleichzeitig steigt das Angebot der Freien Gruppen und Festivals.
Die Theater reagieren darauf, indem mit immer weniger Mitteln immer mehr produziert wird, um die sinkenden Zuschauerzahlen auszugleichen und das Interesse des Publikums aufrechtzuerhalten. Durch diese Überproduktion kommt es zur Übernutzung der Ressourcen insbesondere der Mitarbeiter (steigende Zahl von Produktionen pro Mitarbeiter), und damit zu Ungleichgewichten im Theaterbetrieb. Deshalb ist Theatermanagement zukünftig verstärkt auch ein Instrument zum Abbau einer solchen Überproduktion und zur Herstellung einer Balance. Es ist als nachhaltiges und balancierendes Management konzipiert, ausgerichtet auf den Erhalt und die Erneuerung des Theaters als Institution und der darin verwendeten Ressourcen. Eine der wesentlichen Zukunftsaufgaben wird deshalb darin bestehen, die Zahl der Neuproduktionen und Begleitprogramme drastisch zu reduzieren, um damit Mitarbeiter und Budgets zu entlasten.

## Wechsel der Theaterleitungen
Theater werden in der Regel von Intendanten geleitet. Der Intendant ist noch immer künstlerische und Verwaltungsspitze in einer Person. Nicht zuletzt durch die flächendeckende Umwandlung von Regie- und Eigenbetrieben in GmbH ist mit dem kaufmännischen Geschäftsführer (oder geschäftsführender Intendant) ein neuer Akteur hinzugekommen, der dem Intendanten gleichgesetzt wird. Zudem gibt es Theater, die von mehreren gleichberechtigten Direktoren geleitet werden (Mannheim, Lübeck, Essen), die gemeinsam ein Direktorium bilden, in dem alle Verantwortlichkeiten gemäß Geschäftsordnung verteilt werden. Vor allem in Hinblick auf die wachsende Komplexität der Aufgaben und Verantwortung der Theaterleitungen zeichnet sich das Direktorium immer deutlicher als Zukunftsmodell gegenüber der Einzelintendanz ab. Die Aufgabenfülle einer Theaterleitung ist durch eine Einzelperson heute kaum noch seriös wahrnehmbar.
Da die Intendantenverträge meist nur auf fünf Jahre ausgelegt sind, und viele Intendanten nach einer erfolgreichen Intendanz bereits eine nächste Etappe an einem nächstgrößeren Theater anstreben (Intendantenkarussell) kommt es in Deutschland zu sehr häufigen Intendantenwechseln. Bei einem durchschnittlichen Intendanzwechsel nach 7,5 Jahren wechseln jährlich knapp 19 Theater ihre Intendanten. Das erschwert langfristige Planungen für die institutionelle und technische Entwicklung eines Theaters, da jeder Intendant seinen Schwerpunkt auf kurzfristige künstlerische Erfolge legt und oft kaum noch die nachhaltige Entwicklung und Absicherung des Theaters im Blick hat. Oftmals vermindert das die Reaktionsfähigkeit bei Krisen und geplanten Einschnitten. Ensembles müssen in immer kürzeren Zeiträumen zueinander finden, die Qualität der Ensembleleistung und der Inszenierungen nimmt deshalb Stück für Stück ab. Aber auch die persönliche und familiäre Situation der Künstler an den Theatern, die an den Verträgen der Intendanten hängen, erschwert sich, wenn spätestens alle fünf Jahre, oft früher, der Wechsel an ein anderes Theater, in eine andere Stadt und Umgebung damit verbunden ist. Zudem werden alle Fragen einer nachhaltigen Sicherung des Theaters in der Region ausgeblendet.

## Rolle und Auswahl des Intendanten
Der Intendant ist noch immer mehrheitlich der Leiter eines Theaters; die Tendenz geht aber in Richtung von Direktorien, in denen mehrere Direktoren gemeinsam die Leitung des Theaters stellen und absichern. Die Besetzung des Intendanten erfolgt immer seltener durch eine öffentliche oder informelle Ausschreibung; immer öfter werden potentielle Kandidaten direkt angesprochen und ein Pool an Bewerbern gebildet; am Auswahlprozess sind ausschließlich die Vertreter der Gesellschafter und Berater zumeist des Bühnenvereins (beratende Intendanten anderer Theater) beteiligt. Eine Beteiligung des Ensembles findet nicht statt. Ist der Intendant gewählt, stellt sie/er sich seinen zukünftigen Mitarbeitern im Rahmen einer Vollversammlung vor.
Ein Intendantenwechsel ist ein kultureller und personeller Bruch im Theaterbetrieb. Es findet eine klare Abgrenzung zum Vorgänger statt, die meisten Künstler und Stücke des Vorgängers werden ebenso wenig übernommen, wie dessen gesamtes Corporate Image. Im Zuge eines Intendantenwechsels werden auch das Team und Ensemble neu zusammengestellt, Nichtverlängerungen ausgesprochen, neue Ensemblemitglieder verpflichtet und ein neues künstlerisches Programm entwickelt. In ihren Verträgen verpflichten sich Intendanten zumeist quantitative Ziele zu erreichen, die jedoch kaum ausschlaggebend sind für den laufenden Vertrag, sondern erst bei Neuverhandlungen oder Nichtverlängerungen des Intendanten angesprochen werden.

## Die Freie oder Unabhängige Theaterszene
Die Freie oder Unabhängige Szene ist vielfältig und vielgestaltig und setzt sich aus verschiedenen Bereichen zusammen.
Es gibt zahlreiche freie Gruppen, die ihre Stücke meist auf den speziellen Festivals (Ruhrtriennale, Impulse) oder in den für solche Gruppen angelegten Produktionshäusern oder in öffentlichen Theaterbetrieben präsentieren. Produktionshäuser wie Kampnagel (HH), die Sophiensæle und das HAU (Berlin) und der Mousonturm (Frankfurt am Main) sind hochprofessionell arbeitende Betriebe, die Räumlichkeiten für die Produktion und Präsentation der Stücke bieten. Es gibt aber auch eine Freie Szene in den Städten, die auf lokalem Niveau oder sehr punktuell, wie zum Beispiel bei einmaligen Aufführungen (Sommertheater) oder die mit Laien, Häftlingen und gefährdeten Jugendlichen arbeiten. Die meisten freien Gruppen verfolgen eine im Vergleich zum Stadttheater abweichende, zumeist sehr avancierte Ästhetik und vereinen vielfach mehrere Disziplinen wie Schauspiel, Musik, Tanz und Performance zu interdisziplinären Programmen und Formaten. Die Freie Szene ist zudem für ihr großes, belastbares nationales und internationales Netzwerk bekannt. Sie öffnet ihr Spektrum seit einigen Jahren hin zur Künstlerischen Forschung. Viele Gruppen entstehen heute aus den hierfür eingerichteten Studiengängen in Gießen (Angewandte Theaterwissenschaften), Hildesheim (Szenische Künste), Hamburg (Regie) und Bochum (Szenische Forschung).

## Merkmale des öffentlichen Theaters
Für das Theatermanagement gibt es wichtige Merkmale des Theaters, anhand derer man sich ein aktuelles Bild über eine hoch diversifizierte Theaterlandschaft machen kann. Der Eintritt in bzw. die Beschäftigung mit jedem einzelnen Theater bedeutet hier immer wieder Neuorientierung über die Merkmale und dessen Zustand.

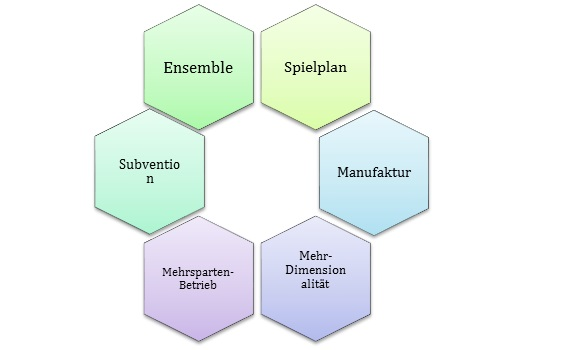
Charakteristika des deutschen Theaters

### Mehrspartigkeit und Repertoirebetrieb
Viele Theaterbetriebe in Deutschland vereinen mehrere Sparten unter einem Dach. Die gängigste Variante eines Mehrspartenhauses ist die Kombination von Oper und Schauspiel, und – dort wo noch vorhanden – mit Ballett oder Tanz als Drei-Sparten-Theater. Diese Theater sind durch den Repertoirebetrieb geprägt – der Spielplan des Theaters präsentiert hierbei mehrere unterschiedliche Produktionen parallel. So werden an den unterschiedlichen Wochentagen wechselnde Stücke und Premieren gezeigt. Eine überschaubare Zahl an Werken gehört zum immer wiederkehrenden Kanon, der an den Häusern inszeniert wird, den Klassikern und frühen Modernen. Die Werke werden vielfach mit einem aktuellen Blick auf den Stoff inszeniert und präsentiert. Hinzu kommen zahlreiche zeitgenössische Dramen, die den Theatern von Verlagen angeboten werden, oder die als Stückaufträge oder Autoren-Residenzen am Theater entstehen. Zudem werden Kompositionsaufträge an zeitgenössische Komponisten für neue Opern und Tanzstücke vergeben. Neue Choreographien entstehen meist im Theater oder werden von anderen Theatern übernommen.

### Ensemble und Stadttheatergedanke
Der Begriff Ensemble kann auf zwei Weisen verstanden werden: Zum einen versteht man im Theater unter Ensemble die gesamte Belegschaft, also künstlerisches, technisches als auch administratives Personal, Im engeren Sinne zählen hierzu nur die Bühnenkünstler, die Abend für Abend auf der Bühne stehen spielen, singen und tanzen. Es besteht jeweils im Schauspiel, in der Oper und im Tanz aus einer festen Anzahl an Künstlern, die für mindestens eine, immer wieder verlängerbare Spielzeit zur Gruppe der Bühnendarsteller gehören, die ein Ensemble bilden. Eine besondere Qualität kann sich dadurch entwickeln, dass an einigen Häusern bestimmte Künstler über mehrere Spielzeiten zusammenarbeiten und somit großes Vertrauen und Intensität auf der Bühne entstehen. Zudem ermöglicht ein Ensemble, welches länger in ähnlicher Zusammensetzung in einer Stadt engagiert ist, ein großes Zugehörigkeitsgefühl zur Region und eine hohe Identifikation mit dem Theater. Es entsteht eine Verbindung und eine spezielle Nähe zwischen Publikum und Darstellern. Das Ensemble wird hier vielfach auch das „Gesicht des Theaters“ genannt.

### Subventionierung und Produktivitätsdilemma
Theater sind von Natur aus personalintensive Unternehmen mit Personalkosten in Höhe von etwa 80 % der Gesamtbudgets. Die Inszenierung als Produkt des Theaters lebt von den Menschen, die auf und hinter der Bühne spielen, singen, tanzen und arbeiten. Der Preis für die Karten, der bereits zu 70 – 90 % subventioniert ist, kann aufgrund seiner geringen Elastizität nicht in dem Maße wachsen wie die Personalkosten (Produktivitätsdilemma der Theater). Auch deshalb bedürfen Theater auch in Zukunft fester Zuwendungen (Subventionen) um die personalintensive Arbeit aufrechterhalten zu können. Die Zuschüsse der Länder und Kommunen zum Theaterbetrieb liegen durchschnittlich bei 80 % des Gesamtetats der Theater. Dies stößt auf Kritik, da die Theater kaum in der Lage sind ihre Einnahmen und ihre Produktivität wesentlich zu steigern. Allein die jährlichen Tariferhöhungen führen zu weiter steigenden Personalkosten und zu einer weiteren Verzerrung der Haushalte der Theater.

### Mehrdimensionale Abläufe und Arbeitsprozesse
Es wird gleichzeitig an der Konzeption neuer Werke gearbeitet, an der Probe von Wiederaufnahmen oder der Erarbeitung neuer Stücke auf den Probebühnen. Verantwortlich für die versetzten und parallelen Prozesse ist das Repertoiresystem, in welchem immer mehrere Stücke parallel im Spielplan geplant und gezeigt werden.

### Das Theater als Manufaktur
Die Theater in Deutschland sind Manufakturen mit bis zu hundert unterschiedlichen Berufen unter einem Dach. Einige Theaterberufe sind schon nahezu ausgestorben, wie Hut-, Putz- oder Schuhmacher, Rüstmeister und Kascheure. In einem Theaterbetrieb vereinen sich künstlerische, technische, administrative als auch handwerkliche Berufsgruppen. Sie alle wirken an der Entwicklung der Ideen und deren Umsetzung bis hin zur Präsentation auf der Bühne mit. Nur die Wenigsten von ihnen sind für die Zuschauer sichtbar.